# حبيل حسارة (الوضيع)

تعديل مصدري - تعديل

حبيل حساره هي إحدى قرى عزلة  الوضيع بمديرية الوضيع التابعة لمحافظة أبين، بلغ تعداد سكانها 473 نسمة حسب تعداد اليمن لعام 2004.